# Chromosom 5

Chromosom 5 – jeden z 23 parzystych chromosomów człowieka. DNA chromosomu 5 liczy około 181 milionów par nukleotydów, co stanowi około 6% materiału genetycznego ludzkiej komórki. Chromosom 5 jest jednym z największych ludzkich chromosomów, ale stosunkowo mało genów ma swoje locus na tym chromosomie; chromosom 5 ma więc niską tzw. gęstość genów. Ma to swój wyraz w dużej liczbie niekodujących i powtarzających się sekwencji. Liczbę genów chromosomu 5 szacuje się na 900-1 300.

## Geny
- ADAMTS2
- APC
- EGR1
- DTDST
- ERCC8
- FGFR4
- GM2A
- HEXB
- MASS1
- MCCC2
- MTRR
- NIPBL
- SLC22A5
- SLC26A2
- SMN1
- SMN2
- SNCAIP
- TCOF1
- FGF1.

## Choroby
- zespół Bealsa
- zespół Cockayne’a
- zespół Cornelii de Lange
- dysplazja diastroficzna
- zespół Ehlersa-Danlosa
- rodzinna polipowatość gruczolakowata
- zespół Turcota
- zespół Sotosa
- zespół Gardnera
- homocystynuria
- choroba Parkinsona
- wrodzony niedobór karnityny
- zespół Treachera Collinsa
- choroba Sandhoffa
- zespół Ushera
- zespół cri du chat
- Rdzeniowy zanik mięśni.